# 枫叶汽车
枫叶汽车是睿蓝汽车旗下的产品品牌，也是一個新能源汽车品牌。枫叶汽车主要面向B端市场。它於2020年4月10日對外公佈。现有车型枫叶80V和枫叶60S。